# Конклав 1758 года
Конклав 1758 года был созван после смерти Папы Бенедикта XIV и завершился избранием венецианского кардинала Карло Реццонико, который принял имя Климента XIII.

## Конклав

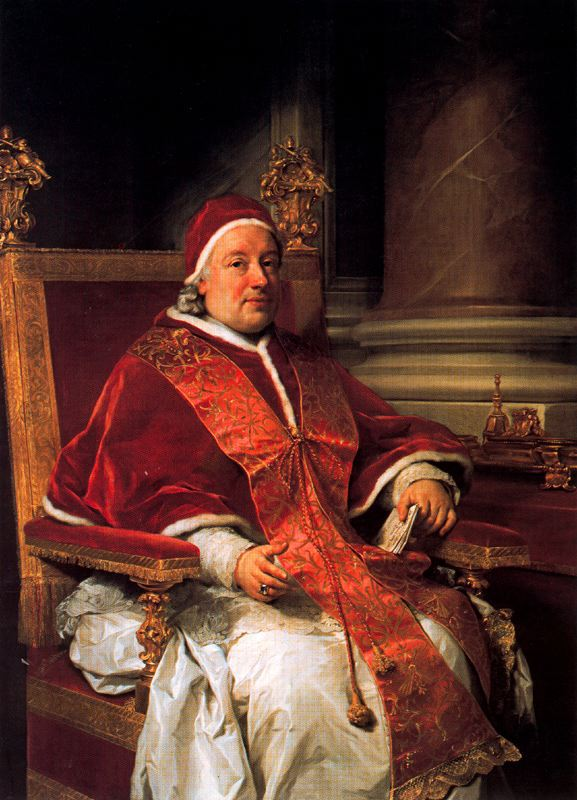
Климент XIII

### Разделение кардиналов
Коллегия кардиналов была разделена на несколько фракций, которые изначально образовали два блока:
- Куриальная группа — в неё вошли две фракции куриальных кардиналов: «анциани»[2] — небольшая группа кардиналов, возведённых Папой Климентом XII во главе с его кардиналом-племянником Нери Марией Корсини и «дзеланти»[3] — группа консервативных кардиналов во главе с кардиналом Джузеппе Спинелли[4], которые в целом выступали против любого светского влияния на Церковь.

- Союз Корон — в него вошли представители и союзники католических дворов. Интересы испанского короля Фердинанда VI представлял Портокарреро, неаполитанского короля Карла VII — Орсини, а интересы императрицы Марии Терезии и её супруга императора Священной Римской империи Франца I — Алессандро Альбани (также кардинал-протектор Сардиния) и фон Родт. Французская фракция не имела лидера на момент смерти Бенедикта XIV, потому что 2 марта 1758 года умер кардинал-протектор Франции Пьер Герен де Тенсен. Король Франции Людовик XV назначил его преемником кардинала Просперо Колонна ди Шарра, но это назначение стало публично стало известно только 9 июня, почти через месяц после начала конклава.

Многие кардиналы, возведённые Бенедиктом XIV (так называемые «младшие»), не принадлежали ни к какой фракции, но большинство из них присоединились к «Союзу корон», особенно к испанскому протектору Портокарреро.
Однако во время Конклава эти две группы смешались друг с другом. Ближе к концу Конклава с одной стороны находилась имперская фракция вместе с дзеланти, а с другой стороны — анциани вместе с бурбонской фракцией (защищающей интересы корон Бурбонов).
Из-за отсутствия политических представителей главных католических дворов послы Франции и Империи просили выборщиков отложить голосование до их прибытия. Это требование было отклонено до начала Конклава.

### Начальные и ранние кандидаты
15 мая на Конклав вошли только двадцать семь кардиналов. К 29 июня в Рим прибыли ещё 18 кардиналов. Однако кардиналу Барди пришлось покинуть Конклав из-за болезни.
На раннем голосовании серьёзных кандидатов предложено не было. При первом рассмотрении 16 мая наибольшее количество голосов (восемь в бюллетенях и ещё три по «accessus») получил декан Коллегии кардиналов Райньеро д’Эльчи, которому было 88 лет. Однако это не означает, что лидеры, присутствовавшие на Конклаве, не предприняли никаких попыток заручиться поддержкой кандидатов. В частности, Корсини энергично работал над избранием Джузеппе Спинелли, лидера «дзеланти», но встретил сильное сопротивление Орсини, кардинала-протектора Неаполитанского королевства. Протектор Испании Портокарреро также отверг Спинелли и смог присоединиться к своей партии со многими «младшими». Наконец, кандидатуру Спинелли пришлось отозвать.
Первым кандидатом, имеющим серьёзные шансы на избрание, был Альберико Аркинто, государственный секретарь и вице-канцлер покойного Папы. Он имел сильную поддержку как среди «дзеланти», так и среди некоторых «кардиналов короны», но фракция Корсини не согласилась поддержать его и выдвинула в качестве контр-кандидата Марчелло Крещенци. В конце концов, как это уже неоднократно случалось до и позже, кандидатуры Аркинто и Крещенци устранили друг друга.

### Прибытие французских кардиналов и их отклонение кандидатуры Кавалькини
Постепенно в Рим прибывали представители королевских дворов с указаниями своих монархов. 4 июня прибыл кардинал де Люин с инструкциями Людовика XV. Через пять дней он официально объявил о назначении кардинала Просперо Колонна ди Шарра на пост протектора Франции. Но императорского кардинала фон Родта всё еще ждали.
В последующие дни новый кандидат Карло Альберто Гвидобоно Кавалькини получил ещё больше голосов, продвигаемых совместными усилиями Корсини и Портокарреро. 19 июня он получил двадцать один голос, 21 июня — двадцать шесть, а вечером 22 июня — двадцать восемь из сорока трёх голосов, что означало, что ему не хватило всего одного голоса до избрания. Но после этого голосования кардинал Люин сообщил декану Священного коллегии Райньеро д’Эльчи об официальном вето короля Франции против Кавалькини. Франция выступала против Кавалькини из-за его поддержки беатификации Роберта Беллармина и в вопросах, связанных с антиянсенистской буллой «Unigenitus». Вето было встречено сильным протестом, но сам Кавалькини сказал: «Это явное доказательство того, что Бог считает меня недостойным выполнять функции его наместника на земле».
После провала кандидатуры Кавалькини Портокарреро выдвинул нового кандидата Паолуччи, но он был отвергнут французами, которые вместе с фракцией Корсини снова проголосовали за Крещенци.

### Прибытие кардинала фон Родта
Прибытие 29 июня кардинала фон Родта с инструкциями Императорского двора стало поворотным моментом на Конклаве. Сначала он пытался достичь соглашения с французами, но, потерпев неудачу, повернулся к фракции «дзеланти». Прямые переговоры между фон Родтом и Спинелли привели к предложению об избрании венецианского кардинала Карло Реццонико, епископа Падуи. Утром 6 июля епископ Падуи получил восемь голосов при баллотировке и четыре дополнительных — по «accessus». Портокарреро, Альбани и французские кардиналы изначально выступили против, но в конце концов согласились за него. После консультаций французских кардиналов с послом Лаоном стало ясно, что Реццонико будет избран Папой.

## Избрание Папы Климента XIII
Вечером 6 июля Карло Реццонико был избран Папой, получив тридцать один голос из сорока четырёх, что на один больше, чем требуемое большинство в две трети. Остальные тринадцать (включая его собственный) достались кардиналу-декану Райньеро д’Эльчи. Реццонико принял своё избрание и взял имя Климент XIII в честь Папы Климента XII, который возвысил его до кардинала в 1737 году. Он был коронован 16 июля на лоджии патриаршей базилики Ватикана кардиналом-протодьяконом Алессандро Альбани.